# Torentje

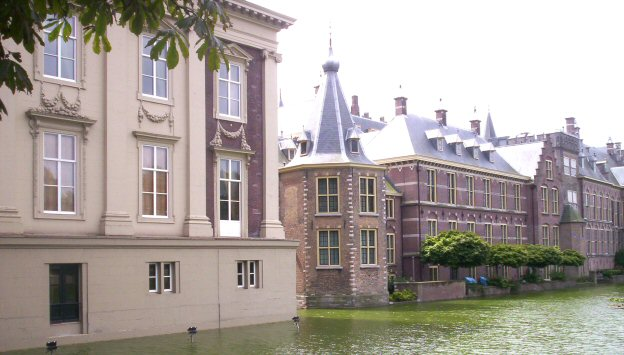
Il Mauritshuis (a sinistra) e Het Torentje (a destra).

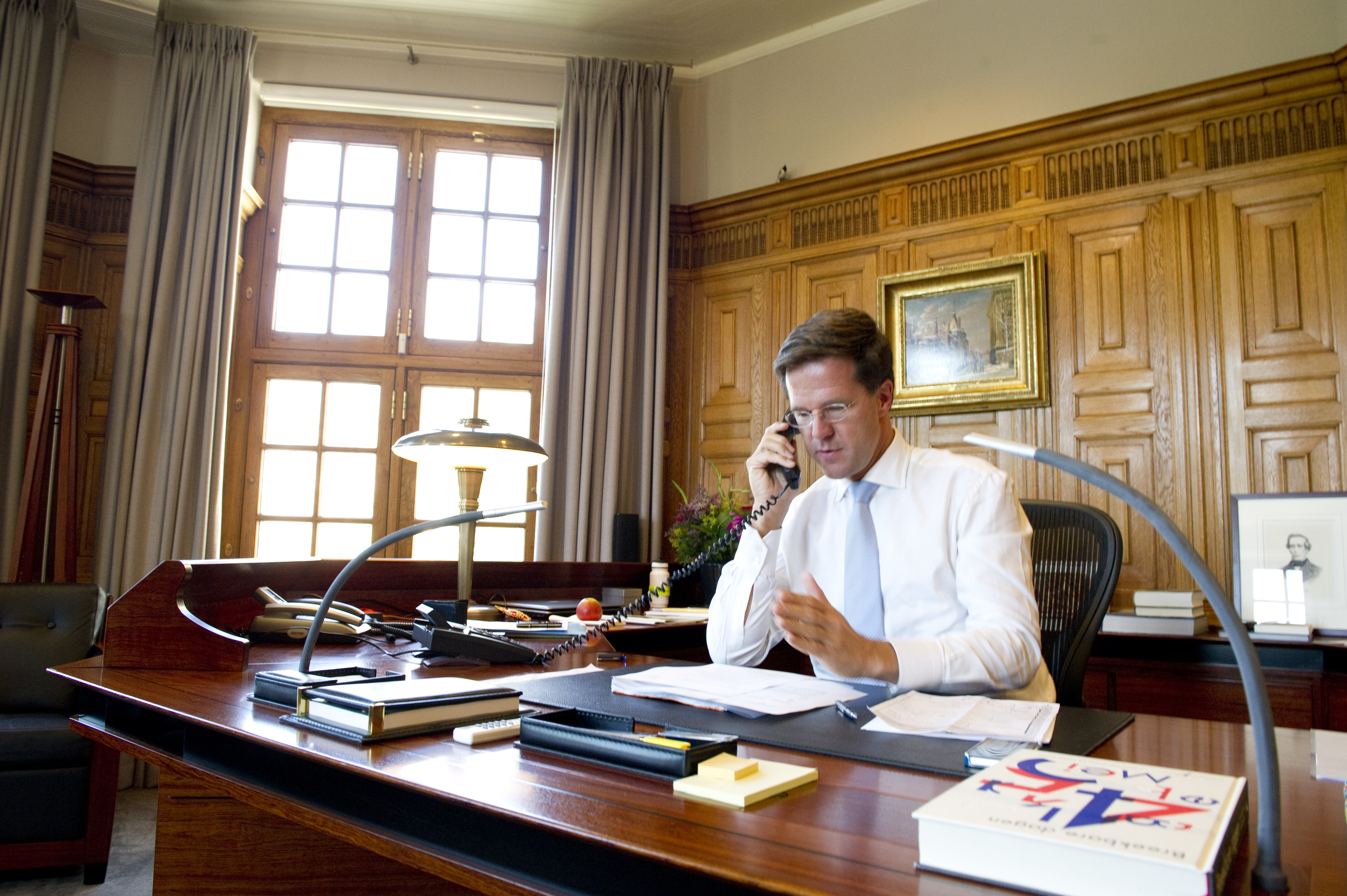
Interno della Het Torentje con il primo ministro olandese Mark Rutte alla scrivania nel 2012.

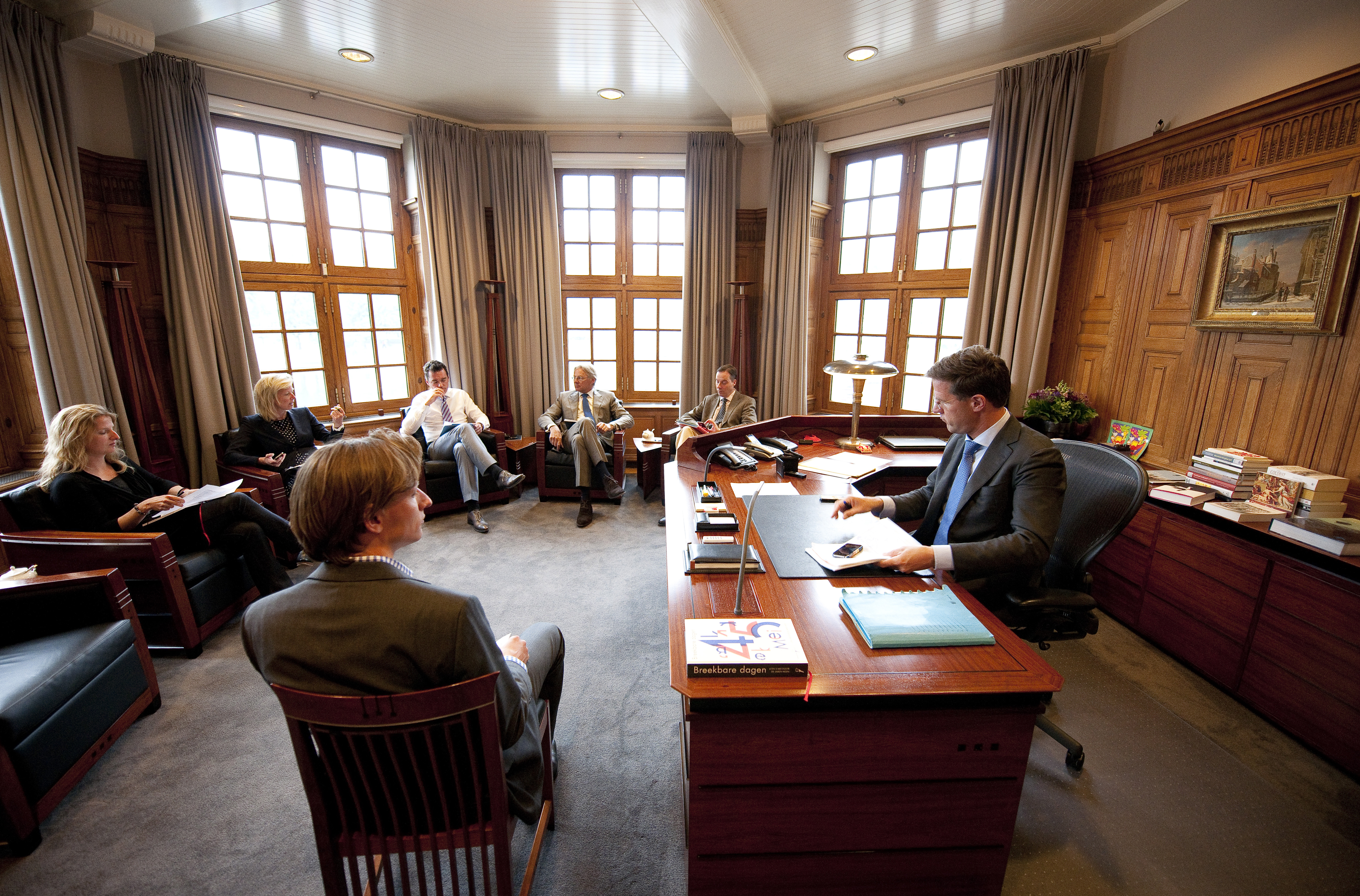
Il primo ministro Mark Rutte ed i suoi collaboratori nella Het Torentje nel 2012.

La Torentje (in lingua olandese "Piccola torre"), si trova nel Binnenhof a L'Aia nei pressi del museo Mauritshuis ed è la sede ufficiale del Primo ministro dei Paesi Bassi dal 1982.

## Storia
Questo piccolo edificio ottagonale nell'Hofvijver è menzionato per la prima volta dalle fonti nel 1354 e probabilmente la sua costruzione risale alla prima metà del XIV secolo. Ai margini del Parlamento dei Paesi Bassi era in origine un gazebo dei  Conti di Olanda ed era collegato da un ponte levatoio con il giardino del conte. Presso il sito di questo giardino, ad est della Torre, venne costruito il Mauritshuis intorno al 1640 come residenza di Giovanni Maurizio di Nassau-Siegen. Oggi il Mauritshuis è un museo.

## Uso
Ad ovest della torre si trovano il Mauritshuis e il Grenadierspoort (porta dei Granatieri), che dà accesso all'edificio del Parlamento. Di fronte alla Torre si trovano gli uffici della Camera dei Rappresentanti. Al piano terra della Torre vi è una piccola sala riunioni. Il primo piano ospita gli uffici del primo ministro dei Paesi Bassi e del ministro degli Affari generali. La Torre fa parte del complesso del "Rijksgebouwendienst". Venne usata per la prima volta, come sede del primo ministro,  da Ruud Lubbers quando divenne primo ministro nel 1982, mentre prima era sede del ministro degli interni.